# Kurwai
Kurwai – miasto w Indiach, w stanie Madhya Pradesh.